# Tierra Negra, Puebla
Tierra Negra är en ort i Mexiko.   Den ligger i kommunen Xicotepec och delstaten Puebla, i den sydöstra delen av landet, 150 km nordost om huvudstaden Mexico City. Tierra Negra ligger 1 206 meter över havet och antalet invånare är 1 079.
Terrängen runt Tierra Negra är kuperad söderut, men norrut är den bergig. Runt Tierra Negra är det ganska tätbefolkat, med 192 invånare per kvadratkilometer. Närmaste större samhälle är Xicotepec de Juárez, 3,7 km norr om Tierra Negra. I omgivningarna runt Tierra Negra växer i huvudsak blandskog.